# Henry Howard (architecte)
Pour les articles homonymes, voir Henry Howard et Howard.
Henry Howard (né le 8 février 1818 à Cork et mort le 2 novembre 1884 à La Nouvelle-Orléans) est un architecte américain né en Irlande. Au travers de quatre décennies, il est l'auteur de plus de 280 édifices en Louisiane, notamment des maisons de plantation avant la Guerre de Sécession. Après la guerre, il est l'auteur de nombreuses maisons de ville à La Nouvelle-Orléans.

## Jeunesse
Henry Howard est né le 8 février 1818 à Cork en Irlande,. Il émigre aux États-Unis en 1836, où il s'installe d'abord à New York. Au bout d'un an, il rejoint son frère à La Nouvelle-Orléans, en Louisiane,.

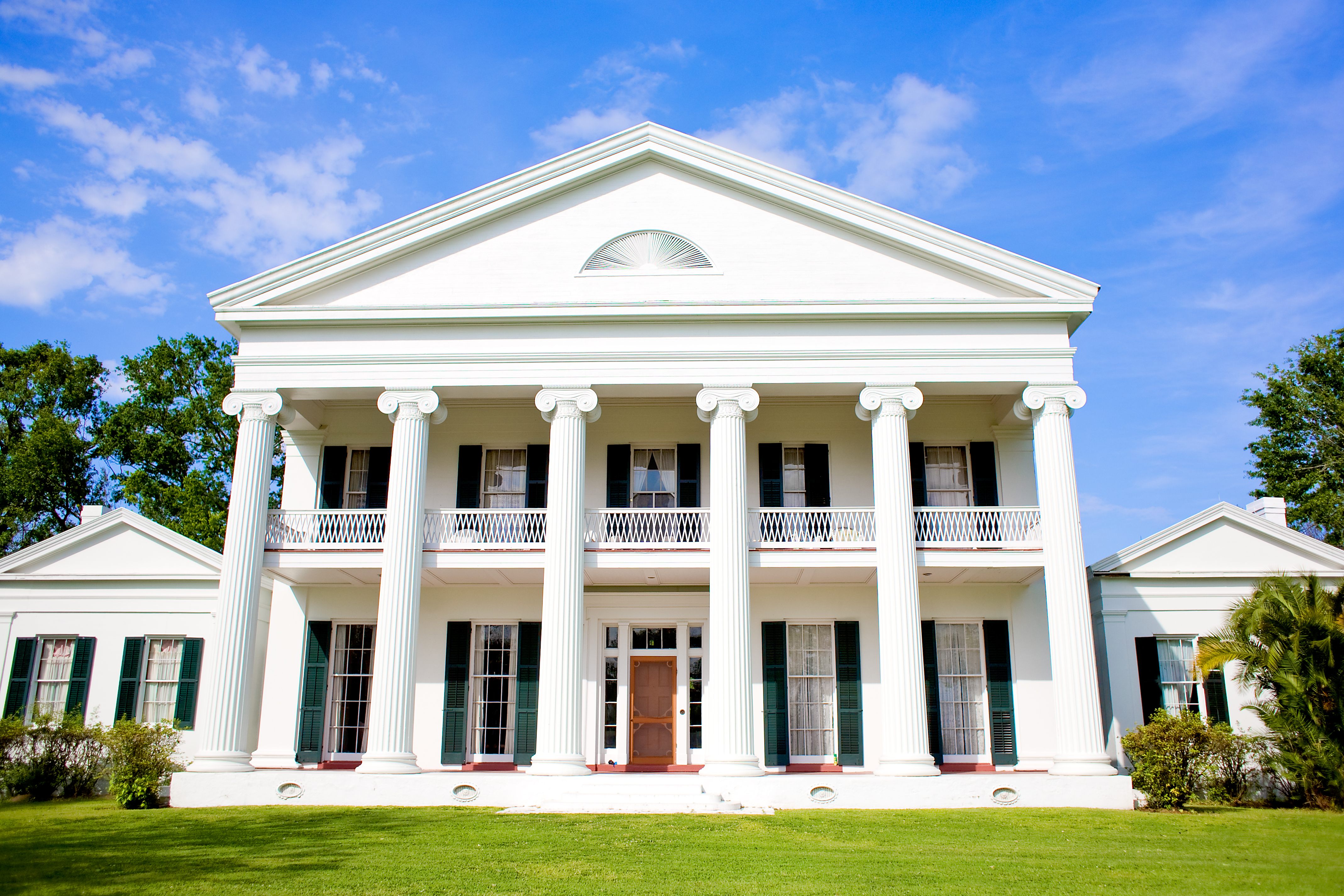
La maison principale de la Plantation Madewood, construite sous les plans de Howard en 1848.

## Carrière
Howard travaille tout d'abord en tant que charpentier à La Nouvelle-Orléans, où il construit des escaliers. Il devient l'employé de l'architecte James H. Dakin et d'Henry Molhausen,. Quelques années après, il finit Pontalba Buildings, entamés par James Gallier.

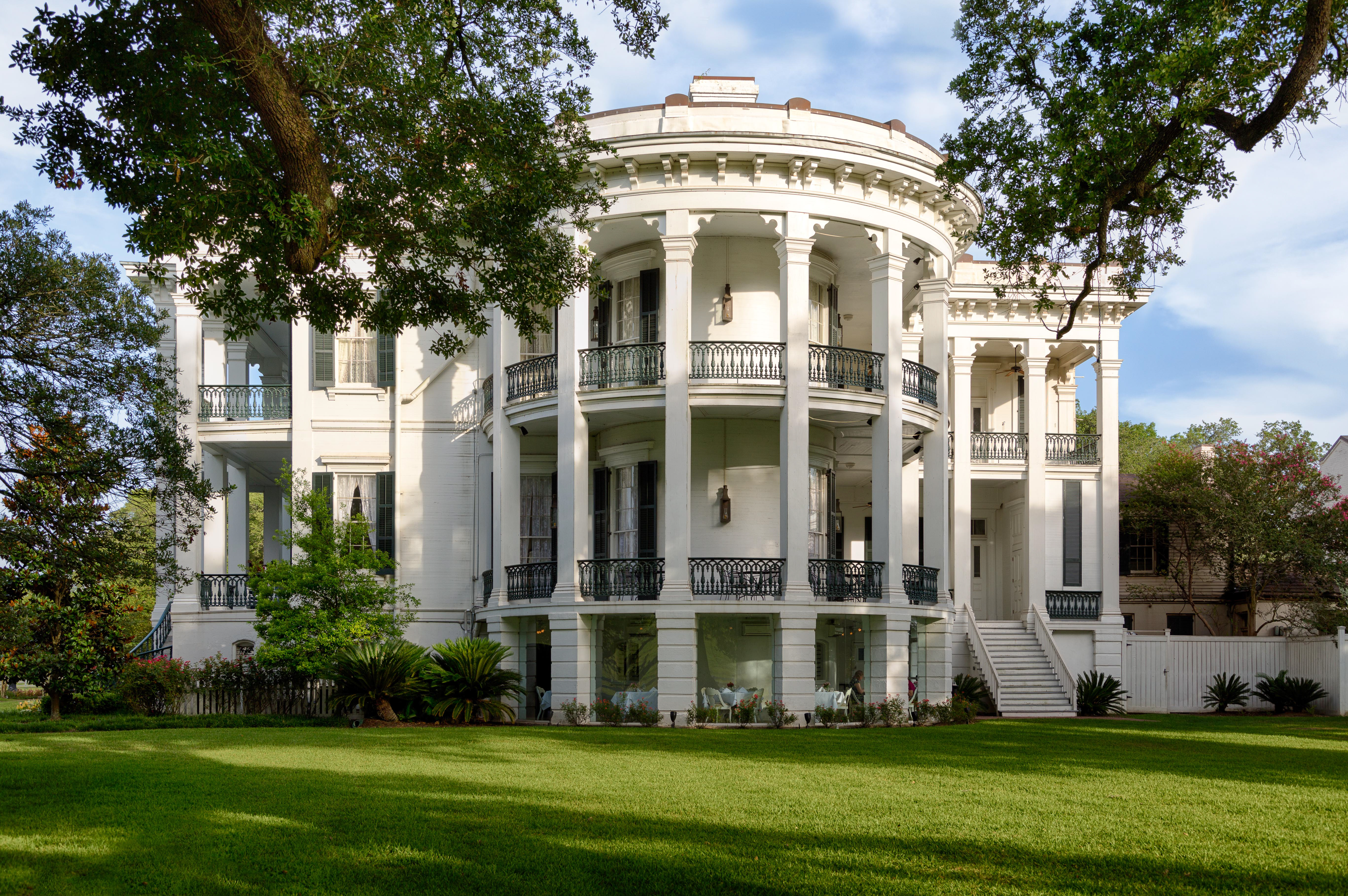
The Nottoway Plantation house, designed by Howard in 1859.

En 1848, Il construit la maison principale de la Plantation Madewood près de Napoleonville. Il construit ensuite davantage de plantations, like the Plantation Nottoway, la Plantation Belle Alliance, la Plantation Edgewood, la Plantation Indian Camp, et la Plantation Belmont Plantation. Howard construit également des maisons de ville comme la Maison de Samuel W. Logan ou la Maison de Robert H. Short.
Pendant la Guerre de Sécession de 1861-1865, Howard rejoint la Marine des États Confédérés et il travaille au chantier naval Confédéré de sidérurgie à Columbus en Géorgie.
Après la guerre, Howard reprend son activité d'architecte. Tout au long de sa carrière, il est l'auteur de plus de 280 édifices, dont certains sont faussement attribués à James Gallier.

## Vie personnelle et décès
Howard épouse Miss Richards, originaire de New York; ils ont 11 enfants. Il meurt en 1884.